# Buġibba
Buġibba je malé město na Maltě ležící nedaleko Qawry, součást okresu St. Paul's Bay v Severním regionu. Množstvím hotelů, restaurací, hospod, klubů a kasin představuje vyhledávaný turistický cíl.

## Historie
Během Tarxienského období (3150–2500 př. n. l.) maltské prehistorie byl v místě dnešního města postaven malý chrám. Zbytky chrámu byly odkryty v letech 1920–1950 a nyní se nalézají v areálu hotelu Dolmen Resort.
Kolem roku 1715 byla rytíři Maltézského řádu postavena dělostřelecká baterie Batterija ta' Buġibba jako součást série opevnění, bránících pobřeží Malty. Dnes jsou znatelné pouze zbytky jejích základů a obranného příkopu.
Od roku 1960 nastává v Buġibbě silný stavební ruch a z města se rychle stává vyhledávané turistické letovisko. Je populární zejména u studentů, pořádají se zde ve velkém kurzy angličtiny. Centrem města je hlavní náměstí, kterým prochází pobřežní promenáda. Tato oblast je plná nočních klubů, barů a restaurací.

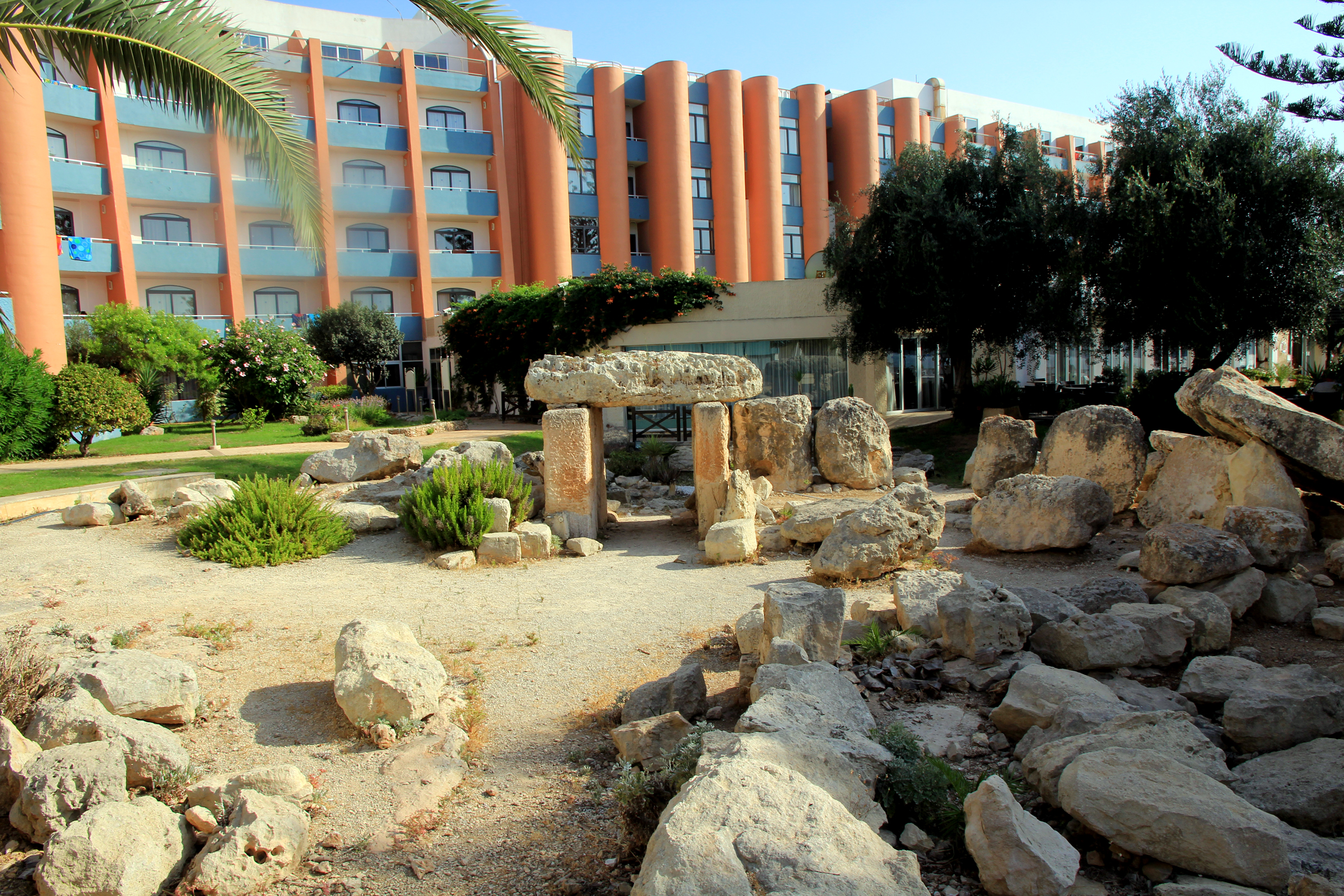
Zbytky chrámu v areálu hotelu